# 仲本百合香
仲本 百合香（なかもと ゆりか、1995年2月4日 - ）は、日本のモデル、タレント。ミス・スプラナショナル2018に日本代表として出場したことで知られる。
バレーボール指導者の仲本賢一郎は父であり、バレーボール選手の仲本賢優は、弟である。

## 経歴・人物
1995年2月4日、沖縄県中頭郡西原町小那覇に生まれる。
2001年4月1日、西原町立西原東小学校入学。バレーボール指導者である父の影響もあり、小学校在学中にバレーボールを始める。
2007年4月1日、宜野湾市立真志喜中学校入学。中学校2年のとき脊椎側弯症を発症。装具治療を行うが症状は進行する。左右非対称に変形した体で人前に出ることをためらう。中学3年生の時、沖縄県選抜選手に選出され全国大会へ出場。
2010年4月1日、沖縄県立コザ高等学校入学。1年生のとき全国高校総体（美ら島総体）に出場。3年生のとき出場したインターハイ予選決勝の際、左ひざ前十字靭帯を断裂したが、その後リハビリを行い復帰。
2013年4月1日、バレーボール特待生として長崎国際大学入学。側弯症により歪んだ体でバレーを続けるうちに痛みがひどくなる。2年生の時（当時19歳）、側弯症の手術を受ける。選手としては第一線を離れるが、チームからアナリストとして残ってほしいとオファーを受ける。しばらくの間チームの裏方にまわるが、大学最後の大会では試合にも出場することができた。
2017年3月31日、大学を卒業。卒業後沖縄に戻り、ミス・スプラナショナル沖縄大会の出場者募集を偶然目にする。
2017年7月8日 - 7月9日、イマリンビーチ（佐賀県伊万里市黒川町福田）で行われた平成29年度国民体育大会のビーチバレー競技の九州地区予選に長崎県を代表して出場（相方は野口弥生）。国体出場ならず。
2018年2月、ミス・スプラナショナル沖縄大会に出場。恵まれた容姿に加え、行動力と決断力が評価され沖縄代表に選出される。
2018年5月6日、TOKYO FMホール（東京都千代田区麹町）で行われたミス・スプラナショナル日本大会で優勝、全国30人の県代表のなかから日本代表（Miss Supranational Japan 2018）に選ばれる。長い手足と体のバランスの良さ・純粋さのほか、質疑応答での発言内容や態度などが評価された。同大会の撮影を担当したカメラマンたちも「未知の可能性を感じる」と高評価を与え、「トップモデル賞」も受賞した。5月14日、西原町役場を訪問。上間明町長に「世界大会に向け英語や教養をさらに磨きたい」と語る。
2018年10月、商業施設・那覇オーパ（那覇市泉崎）の宣伝用ユニット「008」メンバー。なお、このときはフリー・ウエイブ所属。
2018年12月7日、ミス・スプラナショナル世界大会決勝に出場。入賞ならず。
2019年、FECオフィス所属。
2020年1月、Vリーグディビジョン１の試合後の勝利インタビューを務める。
2021年5月2日、東京オリンピックの聖火ランナーとして糸満市を走る。
沖縄県バレーボール協会の公認審判員。教育職員免許状（中学校一種保健体育・高等学校一種保健体育）保有。

## 出演
- テレビ
  - 2020:RBC『FECの暇だったんでこんなこと考えてみた！』（2020年）
  - 2020:RBC『Aランチ』（2020年）
  - 2019:沖縄テレビ『琉球トラウマナイト2019』Epi.「興味本位」 - 幽霊 役（準主演）
  - 2018:沖縄テレビ『ひーぷーホップ』 - ゲスト出演
  - 2018:沖縄テレビ『OKINAWA MONDE W・ALKER』 - ゲスト出演
- ラジオ
  - 2023:FMとよみ『夕やけシャンシャン』 - 火曜日パーソナリティー
  - 2021:FMとよみ『FECやいびんどー！』 - 月曜日パーソナリティー

（）

## 出版
- 「表紙」『オキナワグラフ』第701号、新星出版、那覇市港町、2020年。（2020年7月号）
- 「表紙の人」『沖縄ベンチャースタジオ』第56号、公益財団法人沖縄県産業振興公社、那覇市字小禄、2019年、12頁。
- 「特集インタビュー」『おきなわ倶楽部』2018年8月号（ダイオキ、那覇市天久）